# Koilodepas bantamense
Koilodepas bantamense là một loài thực vật có hoa trong họ Đại kích. Loài này được Hassk. mô tả khoa học đầu tiên năm 1855.